# Susan Broun-Ramsay, Marquesa de Dalhousie
Susan Broun-Ramsay, Marquesa de Dalhousie (nascida Susan Georgiana Hay; 13 de março de 1817 —  4 ou 6 de maio de 1853) foi uma nobre britânica. Ela foi condessa de Dalhousie e mais tarde marquesa pelo seu casamento com James Broun-Ramsay, 1.° Marquês de Dalhousie.

## Família
Lady Susan foi a filha primogênita do escocês George Hay, 8.° Marquês de Tweeddale, Marechal de Campo, e de Susan Montagu. Os seus avós paternos eram George Hay, 7.° Marquês de Tweeddale e Hannah Charlotte Maitland. Os seus avós maternos eram William Montagu, 5.° Duque de Manchester e Susan Gordon.

## Biografia
Aos 18 anos de idade, Susan Georgiana casou-se com o James Broun-Ramsay, então Senhor Ramsay, de 23 anos, no dia 21 de janeiro de 1836. Ele era filho de George Ramsay, 9.º Conde de Dalhousie, comandante em chefe na Índia Britânica e de Christian Broun.
O casal teve duas filhas.
No dia 21 de março de 1838, Susan tornou-se condessa de Dalhousie após seu marido suceder ao título de 10.° conde de Dalhousie. 
Em 1842, a condessa ocupou a posição de Lady of the Bedchamber para a rainha Vitória do Reino Unido. Porém, ela foi forçada a resignar devido a problemas de saúde no mesmo ano. Em 1843, sua irmã, Elizabeth, então Senhora Duoro, serviu a rainha na mesma posição.
Em 1848, James tornou-se Governador-Geral da Índia, em 25 de agosto de 1849, foi criado o primeiro marquês de Dalhousie, do Castelo Dalhousie, na Escócia. Suas principais residências foram o Castelo Dalhousie e Colstoun House, próximo a Haddington, em East Lothian.
Ela acompanhou seu marido a Índia, onde passou a morar na Casa do Governo, em Calcutá, contudo, a sua saúde piorou. Em 1852, ela se mudou para as montanhas do Ceilão, esperando que o clima a ajudasse a se recuperar.
Em maio de 1853, a marquesa que desejava rever suas filhas, embarcou em um navio a caminho do Reino Unido. Ela sofreu de enjoos e faleceu de exaustão a bordo com apenas 36 anos de idade.

## Descendência
- Susan Georgiana Ramsay (9 de janeiro de 1837 – 22 de janeiro de 1898), premiada com a Ordem da Coroa da Índia em 1878. Foi casada primeiro com Robert Bourke, 1.° Barão Connemara, de quem se divorciou em 1890. Depois foi esposa do tenente-coronel William Hamilton Briggs. Sem descendência;
- Edith Christian Ramsay (6 de outubro de 1839 – 28 de outubro de 1871), foi esposa de Sir James Fergusson, 6.° Baronete Fergusson, de Kilkerran, com quem teve quatro filhos.